# Keizō Hino
Keizō Hino (japanisch 日野 啓三, Hino Keizō; * 14. Juni 1929 in Tokio; † 14. Oktober 2002) war ein japanischer Schriftsteller. Hino Keizōs Werk lässt sich thematisch der „Umweltliteratur“ (環境文学, Kankyō Bungaku) und der „Phantastischen Literatur“ (幻想文学, Gensō Bungaku) zuordnen.

## Leben
Hino lebte von seinem sechsten bis zu seinem sechzehnten Lebensjahr mit seiner Familie in Korea. Nach der Rückkehr nach Japan studierte er an der Universität Tokio. Ab 1952 arbeitete er als Auslandskorrespondent für die Zeitung Yomiuri Shimbun, für die er u. a. über den Vietnam-Krieg aus Saigon berichtete. Ab den 1970er Jahren war er als erfolgreicher Romanautor aktiv. 1975 gab er mit Jene Abendsonne (あの夕日, Ano yūhi) sein Debüt. Zu den zahlreichen Literaturpreisen, die er erhielt, zählen der Hirabayashi-Taiko-Literaturpreis (für Shigan no ie, 1974), der Akutagawa-Preis (für Ano yūhi, 1974), der Izumi-Kyōka-Literaturpreis (für Hōyō, 1982), der Tanizaki-Jun’ichirō-Preis (für Sakyū ga ugoku yō ni, 1986), der Itō-Sei-Literaturpreis (für Dangai no toshi, 1992), der Noma-Literaturpreis (für Taifu no me, 1993) und der Yomiuri-Literaturpreis (für Hikari, 1995). Sein Roman Yume no Shima erschien in deutscher Übersetzung unter dem Titel Trauminsel.

## Werke (Auswahl)
- 1980 Hebi no ita basho (蛇のいた場所, Der Ort an dem die Schlange war)
- 1982 Tenmado no aru gareeji (天窓のあるガレージ)
  - Eine Garage mit Dachfenster. Aus dem Japanischen übersetzt von Wolfgang E. Schlecht, in: Hefte für Ostasiatische Literatur Nr. 9 (Dezember 1989), 23–47
- 1985 Yume no shima (夢の島) 
  - Trauminsel. Aus dem Japanischen übersetzt von Jaqueline Berndt und Hiroshi Yamane, Berlin, Be.bra verlag, 1993, ISBN 978-3-86124-229-1
- 1988 Mukōgawa (向こう側, Die andere Seite)
- 1990 Doko demo nai doko ka (どこでもないどこか, Irgendwo, nirgendwo)
- 1995 Hikari (光, Licht)[1]